# Småfladdermöss
Småfladdermöss (Microchiroptera) är en underordning inom fladdermössen (Chiroptera), som omfattar samtliga fladdermöss utom flyghundarna i underordningen Megachiroptera.

## Utseende
Småfladdermöss har bara en klo vid de främre extremiteterna som sitter på tummen. Medlemmar av familjen tumlösa fladdermöss (Furipteridae) har däremot bara en rudimentär tumme. I princip förekommer hos alla småfladdermöss en broskig flik i örat (tragus), enda undantaget är familjen hästskonäsor (Rhinolophidae). Flera medlemmar i underordningen har hudflikar på näsan som hjälper vid ekolokaliseringen.
De flesta småfladdermöss jagar insekter. Några arter äter även fiskar, groddjur och andra fladdermöss och ibland förekommer kannibalism. Medlemmarna i underfamiljen vampyrer (Desmodontinae) suger blod från större däggdjur.

## Ekolokalisering
De flesta men inte alla småfladdermöss använder ekolokalisering för att navigera samt för att hitta bytesdjur. Lätet för ekolokaliseringen bildas i djurens struphuvud. Lätet är beroende på art mellan 0,3 och 100 millisekunder lång och har en frekvens mellan 12 och 200 kHz. De enda flyghundar som jagar med hjälp av ekolokalisering återfinns i släktet Rousettus. De skapar klickljudet istället med tungan.
Arterna med ekolokalisering har en trumhinna som är tunnare och som har en mindre yta än hos andra däggdjur. Örats hörselsnäcka ligger i en kapsel av benvävnad. Den är sammanlänkad med kraniets basis genom bindvävnad och dessutom isolerad med fett. Så säkerställs att ljudet inte överföras av benvävnad. Arterna har nervceller som kan uppfatta från vilken rikt ekot kommer fram. De kan skilja en tidsintervall av ekot av 100 μs mellan vänstra och högra örat.

## Taxonomi
Klassificering enligt Simmons and Geisler (1998):
Överfamilj Emballonuroidea
- Familj Emballonuridae

Överfamilj Rhinopomatoidea
- Familj Rhinopomatidae
- Familj Craseonycteridae

Överfamilj Rhinolophoidea
- Familj Rhinolophidae
- Familj Hipposideridae
- Familj Nycteridae
- Familj Megadermatidae

Överfamilj Vespertilionoidea
- Familj Vespertilionidae

Överfamilj Molossoidea
- Familj Molossidae
- Familj Antrozoidae

Överfamilj Nataloidea
- Familj Natalidae
- Familj Myzopodidae
- Familj Thyropteridae
- Familj Furipteridae

Överfamilj Noctilionoidea
- Familj Noctilionidae
- Familj Mystacinidae
- Familj Mormoopidae
- Familj Phyllostomidae